# Agência Fides

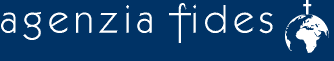
Logo Agenzia Fides

Agência Fides (italiano: Agenzia Fides) é a agência de notícias do Vaticano. Baseia-se no Palácio de Propaganda Fide, na Cidade do Vaticano e faz parte da Congregação para a Evangelização dos Povos. Foi criada em 1927 como a primeira agência de notícias missionária para a Igreja Católica e foi aprovada pelo Papa Pio XI. Atual diretor é o Prof. Luca de Mata.
A partir de 1998 a Agência Fides foi ligada na Internet com até cinco relatórios diários de eventos não-europeus. Seu site oficial é composto por informações sobre estatísticas e relatórios de missionários mortos como mártires.
As primeiras edições foram publicados em inglês, francês e polaco, seguido da italiana (1929), espanhol (1930) e alemão (1932), depois em chinês (1998), português (2002) e árabe (2008).
O arquivo de imagem da agência inclui cerca de 10.000 fotografias, que documentam a história das missões católicas a partir dos anos 1930 a 1990.